# Maribel Espinoza
Maribel Espinoza Turcios (Francisco Morazán, 24 de marzo de 1959) es una abogada y política hondureña. Entre 2017 y 2020 se desempeñó como vicepresidenta del Partido Liberal y posteriormente, durante las elecciones generales de 2021, resultó electa diputada del Congreso por el Partido Salvador de Honduras, al que se adhirió el 15 de junio de 2021. Ha sido precandidata a la presidencia en dos ocasiones bajo la bandera del Partido Liberal, la primera en 2016 y la segunda en 2024.

## Biografía

### Familia
Es hija del militar Andrés Espinoza, un teniente coronel de las Fuerzas Armadas de Honduras allegado al expresidente Ramón Villeda Morales y opositor al régimen de Oswaldo López Arellano, y de la enfermera Alma Turcios. Tiene dos hijos.

### Estudios y carrera profesional
Es abogada y máster en Derecho Constitucional por la Universidad Nacional Autónoma de Honduras. Se ha desempeñado como procuradora en los tribunales de la república y ha sido directora del Estudio Jurídico Espinoza y Asociados. Se ha desempeñado, de igual forma, como apoderada legal de importantes empresas como Grupo Financiero Ficohsa, Aguas de San Pedro S.A. de C.V. y Sulambiente S.A. de C.V, entre otras.

### Carrera política
El 29 de mayo de 2016 lanzó una precandidatura presidencial por el Partido Liberal, pero sin resultar electa. Entre 2017 y 2020 se desempeñó como vicepresidenta de ese instituto político, ocupando Luis Zelaya la presidencia. En la víspera a las elecciones generales 2017 acompañó a Zelaya, candidato presidencial liberal, como su aspirante a designada presidencial, sin embargo, el 6 de febrero de 2017 declinó su aspiración de continuar. Posteriormente, el 2 de septiembre de 2019, renunció a su aspiración de convertirse en consejera del Consejo Nacional Electoral.
Durante las elecciones generales 2021 fue, a través de la Unidad Nacional Opositora, candidata a diputada del Congreso resultando electa en representación del departamento de Yoro.
En 2024, decidió nuevamente competir en elecciones internas bajo la bandera del Partido Liberal y convertirse en candidata oficial a la presidencia bajo el instituto político. Tiene como principales contendientes, que buscan ser ellos los electos, a Salvador Nasralla y Jorge Calix.Esto para competir en las elecciones generales de 2025.

## Historial electoral

### Elecciones generales 2021
| Candidato(a)                   | Partido                      | Marcas | %     | Resultado |
| ------------------------------ | ---------------------------- | ------ | ----- | --------- |
| Felipe Tomás Ponce Isaula      | Libertad y Refundación       | 34 383 | 11,31 | Diputado  |
| Bartolo Antonio Fuentes        | Libertad y Refundación       | 34 200 | 11,25 | Diputado  |
| Melbi Concepción Ortiz Murillo | Libertad y Refundación       | 34 108 | 11,22 | Diputada  |
| Marco Aurelio Tinoco           | Libertad y Refundación       | 34 061 | 11,20 | Diputado  |
| Milton Jesús Puerto Oseguera   | Partido Nacional             | 28 259 | 11,49 | Diputado  |
| Eder Leonel Mejía Laínez       | Partido Nacional             | 28 259 | 11,38 | Diputado  |
| Elvia Lizette Urbina Sorto     | Partido Nacional             | 28 259 | 11,25 | Diputada  |
| Leonel López Orellana          | Partido Liberal              | 11 697 | 12,42 | Diputado  |
| Maribel Espinoza Turcios       | Partido Salvador de Honduras | 7 577  | 14,45 | Diputada  |